# Голендухіно
Голенду́хіно (рос. Голендухино) — присілок у складі Режівського міського округу Свердловської області.
Населення — 294 особи (2010, 262 у 2002).
Національний склад станом на 2002 рік: росіяни — 89 %.